# Xuriella marmorea
Xuriella marmorea är en spindelart som beskrevs av Wesolowska, van Harten 2007. Xuriella marmorea ingår i släktet Xuriella och familjen hoppspindlar. Inga underarter finns listade i Catalogue of Life.